# Ben Lively
Edward Bennett Lively (né le 5 mars 1992 à Pensacola, Floride, États-Unis) est un lanceur droitier des Phillies de Philadelphie de la Ligue majeure de baseball.

## Carrière
Ben Lively est une première fois repêché par les Indians de Cleveland, qui le choisissent au 26e tour de sélection en 2010. Après avoir ignoré l'offre et rejoint les Knights de l'université du centre de la Floride, Lively signe son premier contrat professionnel avec les Reds de Cincinnati, qui en font leur choix de 4e ronde au repêchage de 2013
Le 31 décembre 2014, Lively est échangé des Reds de Cincinnati aux Phillies de Philadelphie contre Marlon Byrd, un vétéran joueur de champ extérieur.
Lively fait ses débuts dans le baseball majeur comme lanceur partant pour Philadelphie le 3 juin 2017 et est le lanceur gagnant après une performance de 7 manches lancées au cours desquelles il n'accorde que 4 coups sûrs et un point aux Giants de San Francisco.